# Marcelo Pariz Bruno
Marcelo Pariz (Uruguai, 23 de dezembro de 1985) é um jogador de futebol uruguaio. Joga no meio-campo atualmente no clube da Primera B Chilena Deportes Iquique.

## Biografia
Deu seus primeiros passos futebolísticos no Club Atlético Quilmes de sua cidade aos 3 anos estando durante sua carreira na seleção departamental. Aos 11 viaja à capital de seu país, Montevidéu, ingressando na equipe da Institución Atlética Sud América (IASA). Integrou o selecionado sub-20 B de seu país e em janeiro de 2006 viaja ao México para formar parte da equipe dos Lobos de la BUAP. Hoje é o novo reforço do Deportes Iquique.
É meio-campista e joga com a camiseta número 10.

## Clubes
| Clube            | País   | Ano  |
| ---------------- | ------ | ---- |
| Lobos de la BUAP | México | 2006 |
| Deportes Iquique | Chile  | 2007 |